# Liste der Einträge im National Register of Historic Places im Calhoun County (Iowa)

Lage des Calhoun County in Iowa

Die Liste der Einträge im National Register of Historic Places im Calhoun County in Iowa führt die Bauwerke und historischen Stätten im Calhoun County auf, die in das National Register of Historic Places aufgenommen wurden.
| [ 2 ] | Name                                                                | Bild                                                                | Eintragsdatum        | Lage                                                                                   | Ort           | Beschreibung                                                                                        |
| ----- | ------------------------------------------------------------------- | ------------------------------------------------------------------- | -------------------- | -------------------------------------------------------------------------------------- | ------------- | --------------------------------------------------------------------------------------------------- |
| 1     | Calhoun County Courthouse                                           | Calhoun County Courthouse                                           | 1981 ID-Nr. 81000227 | Court Street Ecke 4th Street 42° 23′ 41″ N, 94° 38′ 7″ W                               | Rockwell City | 1913–1914 im neoklassizistischen Stil errichtetes Justiz- und Verwaltungsgebäude des Calhoun County |
| 2     | Central School                                                      | Central School                                                      | 1985 ID-Nr. 85000001 | 201 South Center Street 42° 15′ 57″ N, 94° 44′ 2″ W                                    | Lake City     | 1884–1897 in einem Stilmix aus Italianate-Stil und Neugotik errichtetes Schulgebäude; heute Museum  |
| 3     | Chicago and North Western Office Building/Passenger Depot-Lake City | Chicago and North Western Office Building/Passenger Depot-Lake City | 1990 ID-Nr. 90001205 | 401 Front Street 42° 15′ 54″ N, 94° 43′ 46″ W                                          | Lake City     | Im Jahr 1900 errichtete Bahnstation der früheren Chicago and North Western Railway                  |
| 4     | Perry C. and Mattie Forrest Holdoegel House                         |                                                                     | 1992 ID-Nr. 91001831 | 504 8th Street 42° 23′ 39″ N, 94° 38′ 16″ W                                            | Rockwell City | 1917 im Stil des Colonial Revival errichtetes Wohnhaus                                              |
| 5     | Lake City Community Memorial Building                               | Lake City Community Memorial Building                               | 1990 ID-Nr. 90001210 | 118 East Washington Street 42° 16′ 6″ N, 94° 43′ 59″ W                                 | Lake City     | 1919–1920 errichtetes Gebäude                                                                       |
| 6     | Lake City Public Library                                            | Lake City Public Library                                            | 1990 ID-Nr. 90001209 | 120 North Illinois Street 42° 16′ 6″ N, 94° 43′ 55″ W                                  | Lake City     | 1909–1910 im neoklassizistischen Stil errichtete öffentliche Bibliothek                             |
| 7     | Lake City Water Standpipe                                           | Lake City Water Standpipe                                           | 1990 ID-Nr. 90001211 | 100 block West Washington Street 42° 16′ 8″ N, 94° 44′ 3″ W                            | Lake City     | 1893 errichteter Wasserturm                                                                         |
| 8     | Marsh Rainbow Arch Bridge                                           | Marsh Rainbow Arch Bridge                                           | 1989 ID-Nr. 88002529 | Brücke der Iberia Avenue über den North Raccoon River 42° 13′ 46,1″ N, 94° 45′ 16,3″ W | Lake City     | 1914 errichtete Bogenbrücke; auch als Lake City Bridge bekannt                                      |
| 9     | Rockwell City Bridge                                                |                                                                     | 1998 ID-Nr. 98000752 | Brücke der 270th Street über den Lake Creek 42° 23′ 56,1″ N, 94° 36′ 26,8″ W           | Rockwell City | 1915 errichtete Bogenbrücke; in den 1980er Jahren stillgelegt                                       |
| 10    | Smith Farmhouse                                                     | Smith Farmhouse                                                     | 1990 ID-Nr. 90001206 | Kreuzung von Rainbow Road, South Street und Monroe Street 42° 15′ 55″ N, 94° 44′ 46″ W | Lake City     | 1877 im Italianate-Stil errichtetes Wohnhaus                                                        |
| 11    | Gen. Cass and Belle Smith House                                     | Gen. Cass and Belle Smith House                                     | 1990 ID-Nr. 90001207 | 500 West Main Street 42° 16′ 3″ N, 94° 44′ 19″ W                                       | Lake City     | 1901 im Queen-Anne-Stil errichtetes Wohnhaus                                                        |
| 12    | Peter and Mary Smith House                                          | Peter and Mary Smith House                                          | 1990 ID-Nr. 90001208 | 304 West Main Street 42° 16′ 4″ N, 94° 44′ 11″ W                                       | Lake City     | 1887 im Italianate-Stil errichtetes Wohnhaus                                                        |

## Frühere Einträge
| [ 2 ] | Name                         | Bild | Eintragsdatum        | Lage                                                                            | Ort                 | Beschreibung                                                                  |
| ----- | ---------------------------- | ---- | -------------------- | ------------------------------------------------------------------------------- | ------------------- | ----------------------------------------------------------------------------- |
| 1     | Dr. Charles Knapp Round Barn |      | 1986 ID-Nr. 86003187 | Abseits der County Road D26                                                     | Jolley              | Im Jahr 2005 aus dem Register gestrichen                                      |
| 2     | Welsh Bridge                 |      | 1998 ID-Nr. 98000751 | Brücke der 280th Street über den East Cedar Creek 42° 23′ 2,5″ N, 94° 27′ 14″ W | westlich von Somers | 1905 errichtete Fachwerkbrücke; 2003 abgebaut und aus dem Register gestrichen |